# Střední odborné učiliště Vězeňské služby České republiky
Střední odborné učiliště Vězeňské služby ČR je organizační jednotkou Vězeňské služby České republiky, kde se vzdělávají osoby ve výkonu trestu odnětí svobody. Střední odborné učiliště Vězeňské služby sídlí v Praze. Dále disponuje 9 školskými vzdělávacími středisky umístěných ve věznicích, kde se výuka vykonává.

## Školská vzdělávací střediska
- Školské vzdělávací středisko Heřmanice
- Školské vzdělávací středisko Pardubice
- Školské vzdělávací středisko Plzeň
- Školské vzdělávací středisko Rýnovice
- Školské vzdělávací středisko Valdice
- Školské vzdělávací středisko Všehrdy
- Školské vzdělávací středisko Stráž pod Ralskem
- Školské vzdělávací středisko Kuřim (s pobočkou ve věznici Znojmo)
- Školské vzdělávací středisko Světlá nad Sázavou[2]

Ve výše uvedených školských vzdělávacích střediscích se vzdělávají muži. Výjimkou je pouze Školské vzdělávací středisko Světlá nad Sázavou určené pro ženy.

## Úloha
Cílem vzdělávání osob ve výkonu trestu odnětí svobody je snížení recidivy (tedy opakované trestné činnosti). Po propuštění na svobodu jim kvalitní vzdělání umožní obstát na trhu práce a najít si stabilní zaměstnání.

## Vzdělávání
Ve školských vzdělávacích střediscích je penitenciární pedagogika aplikována na úrovni formálního a neformálního vzdělávání.

### Formální vzdělávání
Střední odborné učiliště Vězeňské služby nabízí množství studijních oborů. Studijní obory jsou koncipovány tak, aby v ideálním případě kopírovaly požadavky trhu práce. Zároveň musí respektovat prostorové, materiální a personální možnosti věznice. Studijní obory jsou zakončeny složením učňovské zkoušky. Poté je vězněným osobám vydán výuční list.
Muži, ve výkonu trestu odnětí svobody se mohou vzdělávat v oboru:
- Elektrotechnické a strojně montážní práce
- Práce ve stravování
- Strojírenské práce
- Obráběč kovů
- Dřevařská výroba

Vězněné ženy se mohou vzdělávat v oboru:  
- Šití prádla
- Provozní služby[5]

### Neformální vzdělávání
V rámci programu zacházení s odsouzenými, Střední odborné učiliště Vězeňské služby organizuje odborné kurzy, všeobecné vzdělávací kurzy a specializační kurzy různého zaměření.
Osoby ve výkonu trestu odnětí svobody se v rámci neformálního vzdělávání mohou například naučit cizím jazykům (angličtině, němčině, aj.) nebo získat dovednosti praktického zaměření v oblastech gastronomie, elektrotechniky, výpočetní techniky aj. V rámci kurzů si vězněné osoby mohou doplnit i základní vzdělání.

## Aktéři
Studenti Středního odborného učiliště Vězeňské služby ČR jsou osoby ve výkonu trestu odnětí svobody, které se řádně přihlásily ke studiu.
Učitelé ve Středních odborném učilišti Vězeňské služby ČR jsou přímo zaměstnaní ve věznici a spadají pod tuto školu nebo vykonávají práci externě. Externí učitelé pracují tedy na jiné škole a zároveň dochází do věznice vyučovat vězněné osoby. Všichni učitelé musí splňovat požadavky na výkon funkce učitele střední školy dle zákona 563/2004 Sb. o pedagogických pracovních.

## Historie
Historie středních odborných učilišť sahá až do 60. let 20. století. V tehdejších nápravně výchovných ústavech byly organizované různé formy vzdělávání. Odborná učiliště byla zakotvena v zákonu č. 59/1965 Sb, o výkonu trestu odnětí svobody. Vězněné osoby byly zařazovány do kvalifikačních kurzů, které byly organizovány závodními školami. V závodních školách mimo vzdělávání také pracovaly.
Systém vzdělávání odsouzených fungoval až do roku 1981, kdy byl podán návrh k vytvoření řádné školské instituce. Došlo tedy k vytvoření školských vzdělávacích institucí, které byly o dva roky později zařazeny do sítě školských zařízení v rámci Sboru nápravné výchovy.
Sbor nápravné výchovy měl v kompetenci Střední odborné učiliště až do konce roku 1992. Během této doby se dařilo vzniku nových oborů, především technického zaměření. Sbor nápravné výchovy musel čelit i úpadkům ve vzdělání, protože v listopadu roku 1989 zaznamenalo vězeňství velkých změn.
V lednu 1993 nabyl účinnosti nový zákon č. 555/1992 Sb. o Vězeňské a justiční stráži České republiky. Tímto zákonem zanikl Sbor nápravné výchovy a nově vznikla Vězeňská služba České republiky. V rámci tohoto zákona Vězeňská služba České republiky převzala v kompetenci školské zařízení.